# Vice (Miranda Lambert)
Vice è un singolo della cantante statunitense Miranda Lambert pubblicato il 18 luglio 2016.